# Tetradrachme
Die Tetradrachme oder das Tetradrachmon (altgriechisch τετράδραχμον; auch Tetrachmon) ist eine Münze zu vier Drachmen, ein Vierdrachmenstück. Tetradrachmen wurden vom Ende des 6. Jahrhunderts v. Chr. bis zur römischen Kaiserzeit geprägt; sie waren vereinzelt bis zum 3. Jahrhundert n. Chr. in Gebrauch.
Die Tetradrachme gilt als bedeutendste Großsilbermünze der Staaten des antiken Griechenlands. In Athen wurde sie um 530/520 v. Chr. eingeführt und bildete dort das Normalstück des Münzfußes, also den Stater. Am attischen Münzwesen orientierte Prägungen übernahmen diese Funktion. Sie wurden von Baktrien bis Sizilien geprägt. Die Masse der Tetradrachmen lag typischerweise zwischen 14 und gut 17 g. Für eine Tetradrachme musste ein Handwerker des 5. bis 4. Jahrhunderts v. Chr. etwa vier Tage arbeiten – Teilnahme an der Geldwirtschaft vorausgesetzt. Die Tetradrachme war von den häufig geprägten Nominalen die Silbermünze mit dem höchsten Wert. Einen noch höheren Wert hatte bei den Silbermünzen nur die Dekadrachme, also im Wert von zehn Drachmen, die aber nur außerordentlich selten geprägt wurde.
Der Münzfuß schwankte im Laufe der Zeit. Silbergehalte weit unter 500/1000 (Billon) hatten beispielsweise die Alexandriner, kaiserlich-römische Münzen für den ägyptischen Teil des Reiches.

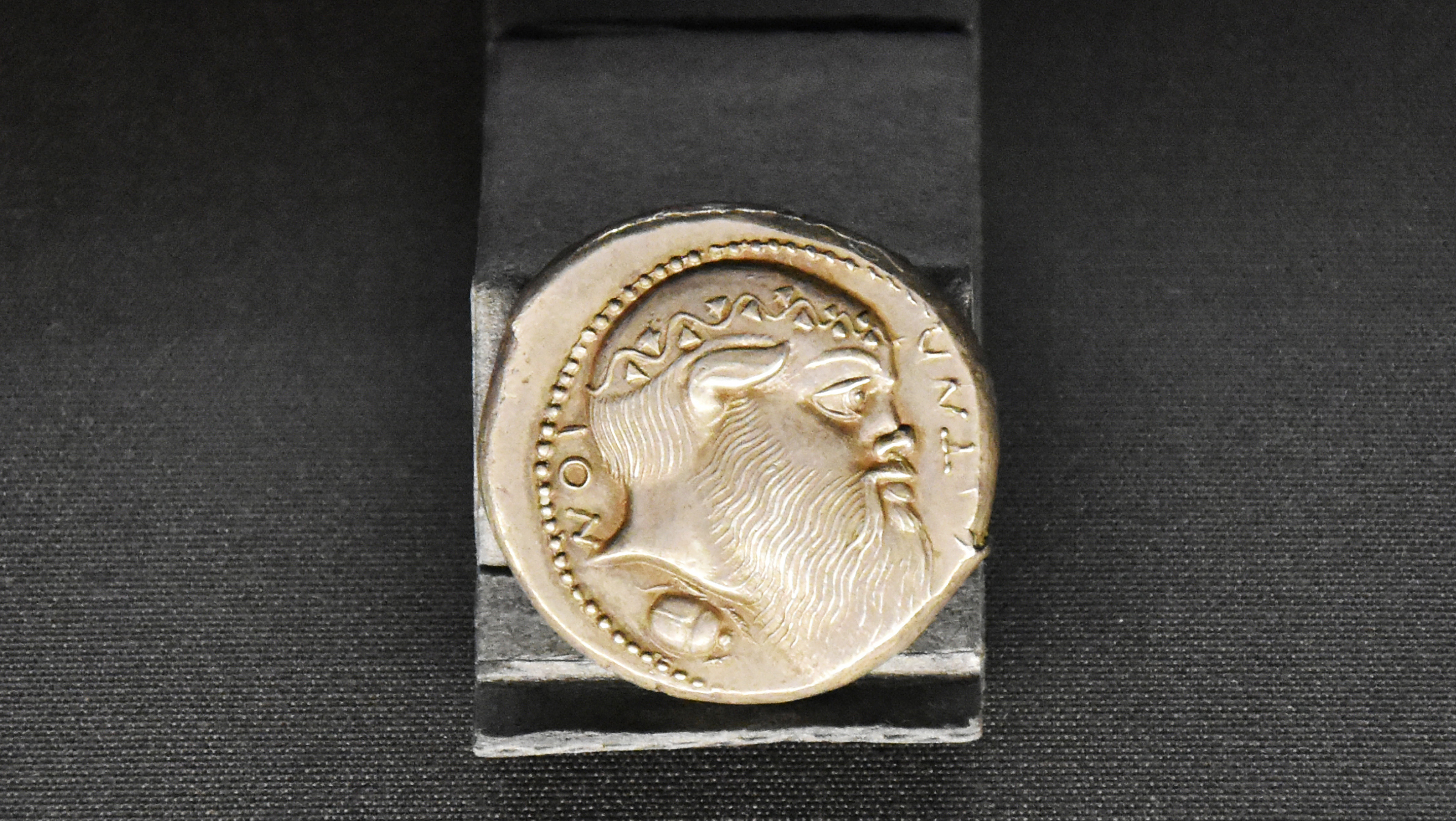
Tetradrachme aus Aitne in Sizilien
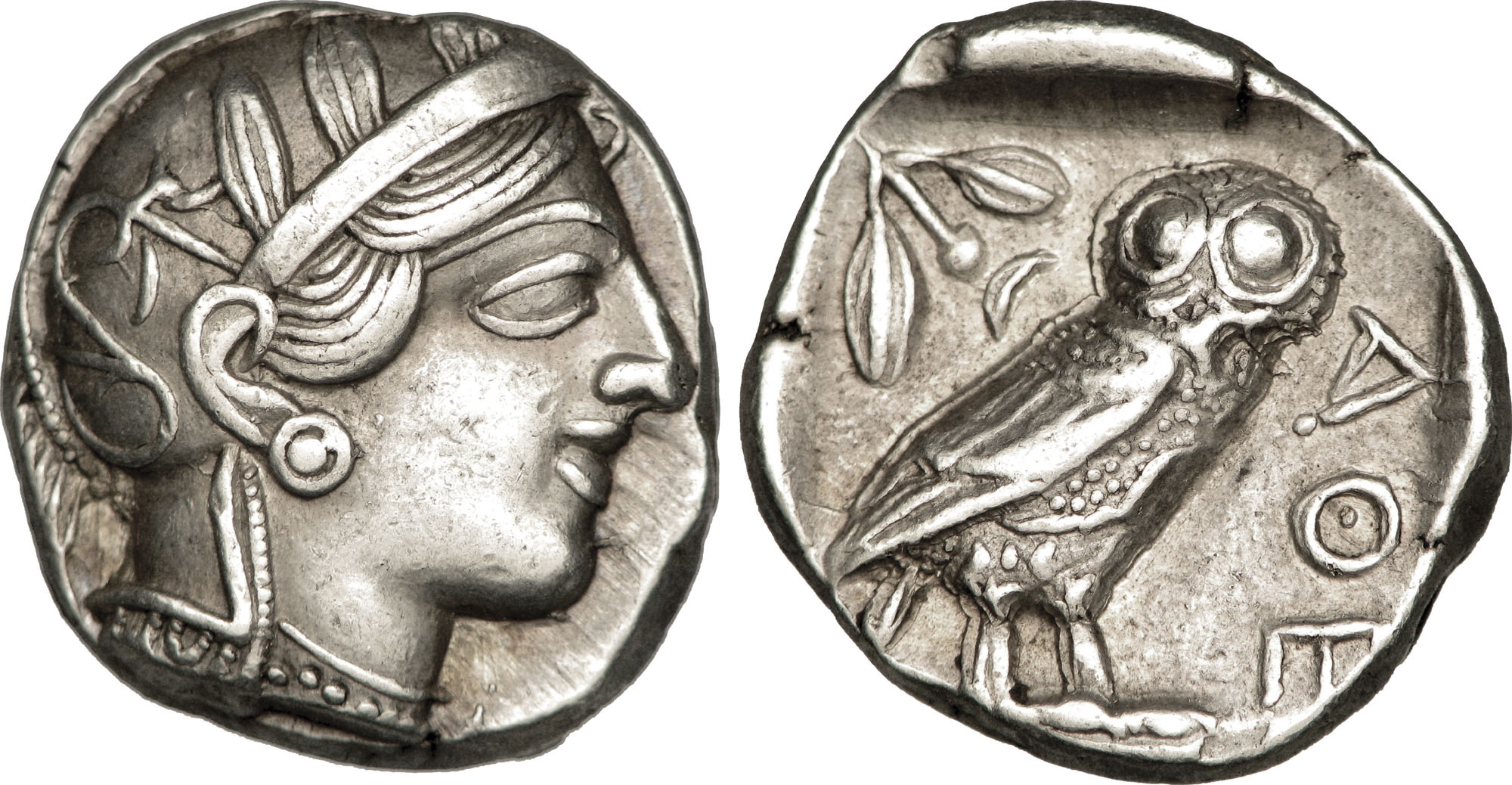
Attische Tetradrachme, um 410 v. Chr. (17,21 g)
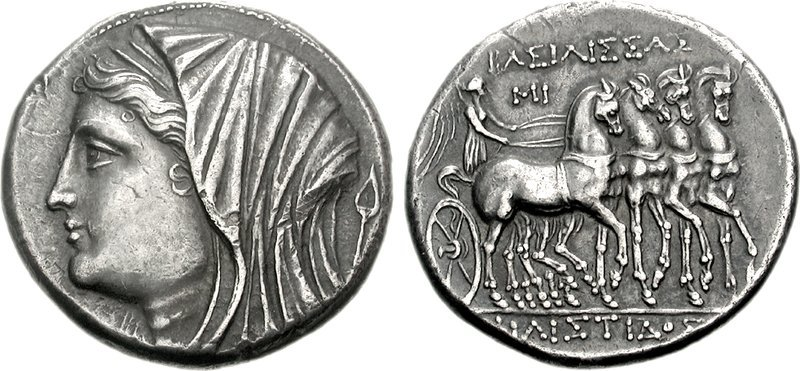
Tetradrachme aus Syrakus, 218 v. Chr.
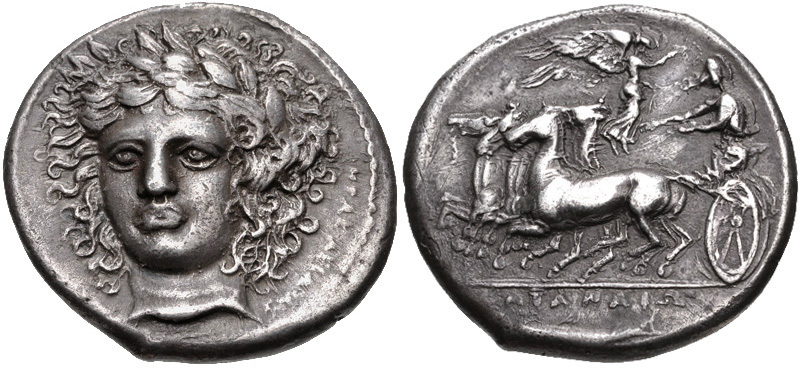
Tetradrachme aus Catana, Sizilien ~405/402 v. Chr. (16,99 g)
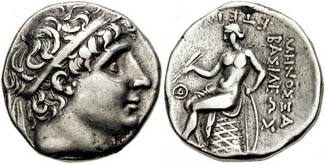
Syrische Tetradrachme, Antiochos I., 280–261 v. Chr. (16,93 g)
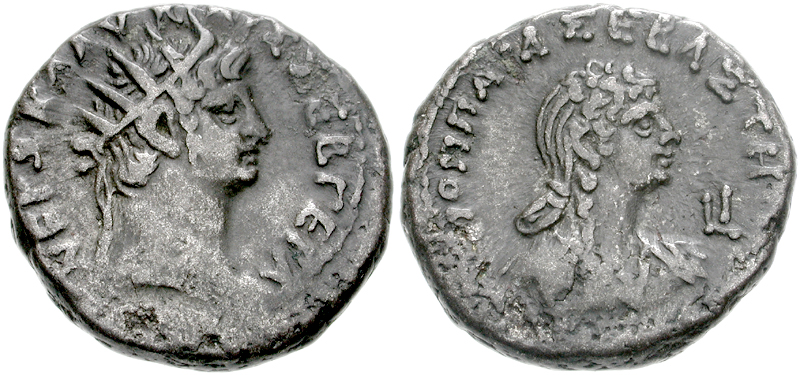
Alexandriner Tetradrachme, Nero und Poppaea Sabina, 54–68 n. Chr. (12,49 g)